# Tito Levita
Tito Levita (... – Novara, ottobre 800) è stato un vescovo italiano.

## Biografia
Tito Levita nacque in data sconosciuta in patria ignota.
Eletto vescovo di Novara nel 780, rimase in carica nella propria sede sino alla propria morte, nell'ottobre dell'800.
Citato già nel Codice Trivulziano, a lui si deve anche la trascrizione della raccolta di canoni conciliari della diocesi di Novara, oggi nota con il titolo di Collectio Novariensis.